# David de Ugarte
David de Ugarte (Madrid, 1970) és un economista espanyol. Economista, tecnòleg i emprenedor compromès amb els nous models de Democràcia Econòmica. Fundador i teòric del grup ciberpunk espanyol (1989-2007), fundador de la Sociedad Cooperativa de las Indias Electrónicas (2002) i del Grupo Cooperativo de los Exploradores Electrónicos (2008), en els que treballa com analista de xarxes, dissenyador de productes i noves línies de negoci i cuiner tradicional. Autor de ficció en estranys formats, va escriure dues novel·les per entregues per telèfons mòbils: Lia: MAD phreaker (e-mocion 2003-2004) i Días de frontera (e-moción 2002-2006). Autor dels assaigs 11M: redes para ganar una guerra (2004), El poder de las redes (2007) i De las naciones a las redes (2009). Director de l'única col·lecció d'assaig contemporani en Domini Públic, la col·lecció Planta 29 d'Ediciones el Cobre, també una de les poques en beneficis.